# Parti socialiste unifié

Offizielles Parteilogo der PSU

Die Parti socialiste unifié (PSU; Vereinigte Sozialistische Partei) war eine französische Partei, die am 3. April 1960 gegründet wurde und sich 1989 selbst auflöste. Die PSU war eine linkssozialistische Partei und vertrat Ideen des demokratischen Sozialismus. Sie verstand sich als Vertreterin einer undogmatischen Linken (deuxième gauche), die sich gegen Totalitarismus und Kolonialismus wandte, und verortete sich zwischen der mehr oder minder sozialdemokratischen Parti socialiste und der Kommunistischen Partei Frankreichs. In den 1970er und frühen 80er Jahren vertrat sie (zusammen mit der Gewerkschaft CFDT) einen „Sozialismus der Selbstverwaltung“ (socialisme autogestionnaire).

## Geschichte

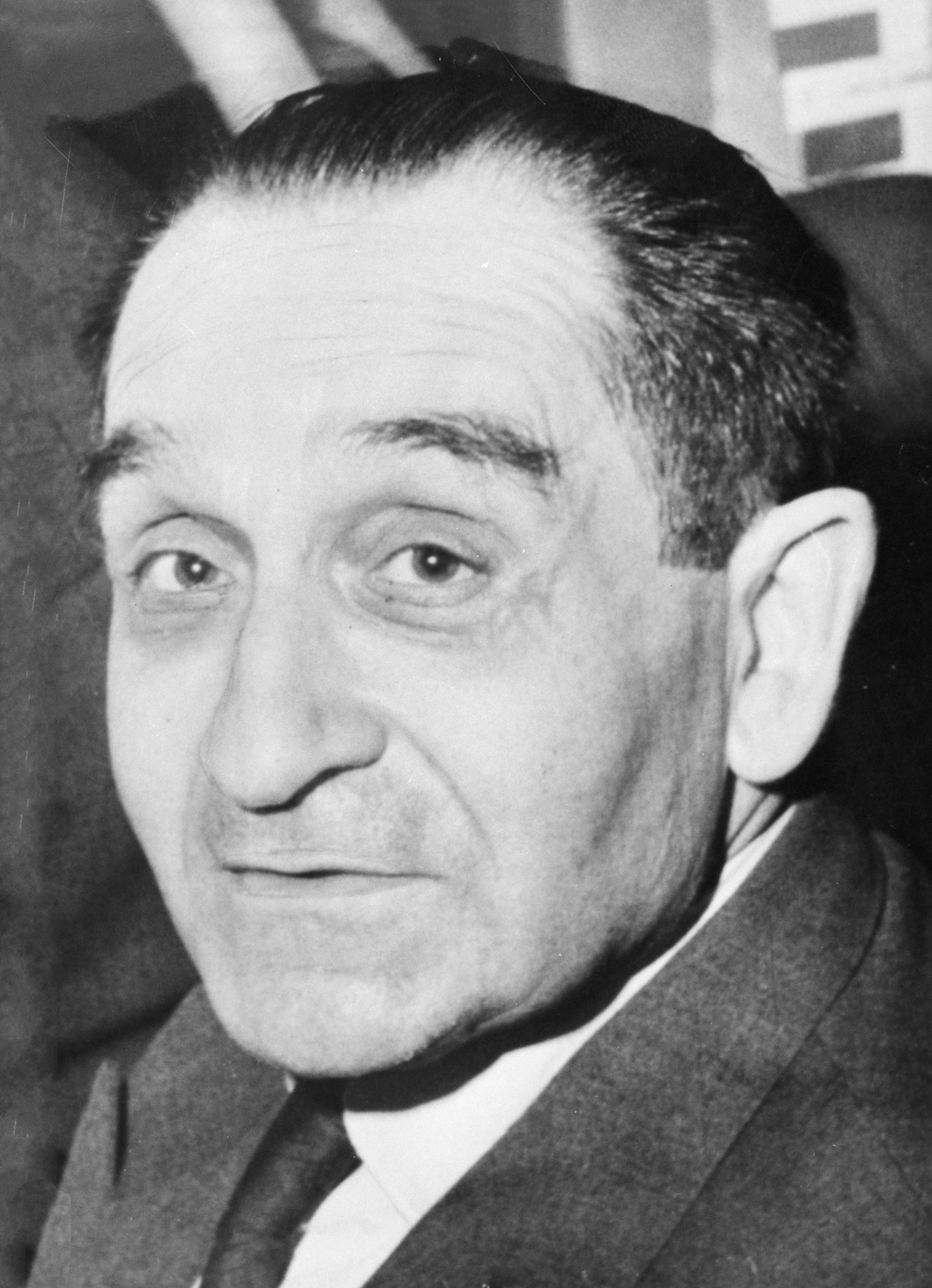
Pierre Mendès France, einer der Gründer der PSU

Die PSU ging aus einer Fusion hervor:
- der Parti socialiste autonome (PSA), einer Abspaltung von der Section française de l’Internationale ouvrière (SFIO), aufgrund der Algerienfrage und der Verfassung der V. Republik, angeführt von Édouard Depreux
- der Union de la gauche socialiste (UGS), 1957 gegründet von Abweichlern der SFIO, der PCF-nahen Union progressiste, Linkskatholiken (Jeune République) und christlichen Gewerkschaftern sowie Trotzkisten, angeführt von Gilles Martinet,
- einer Splittergruppe der Parti communiste français, die sich um das Journal Tribune du Communisme gesammelt hatte, angeführt von Jean Poperen.

Wichtige Ereignisse, die zur Entstehung der PSU führten, waren einerseits die sowjetische Niederschlagung des Ungarnaufstands 1956 (die die Führung der PCF billigte); andererseits der Algerienkrieg, in dem eine SFIO-geführte Regierung die Unabhängigkeitsbewegung gewaltsam bekämpfte, und die Ausrufung der V. Republik durch General de Gaulle (die die SFIO ebenfalls befürwortete). Deshalb waren viele Vertreter der französischen Linken, die autoritäre Politik, Totalitarismus und Kolonialismus ablehnten, auf der Suche nach einer Alternative sowohl zur SFIO als auch zur PCF. Prominentestes Gründungsmitglied war der ehemalige Premierminister Pierre Mendès France, der nach der Machtergreifung de Gaulles 1958 seine Parti radical verlassen hatte. Mendès France lehnte es aber ab, eine Führungsposition in der PSU zu übernehmen. Geführt wurde die Partei folglich von ihrer Gründung bis 1967 von Édouard Depreux und hieran anschließend bis 1973 von Michel Rocard.
Ähnliche Parteien entstanden um 1960 auch in den Niederlanden (Pacifistisch Socialistische Partij), Dänemark (Socialistisk Folkeparti) und Norwegen (Sosialistisk Folkeparti). Diese positionierten sich jeweils zwischen pro-westlichen Sozialdemokraten auf der einen und Moskau-treuen Kommunisten auf der anderen Seite und sahen die PSU als Schwesterpartei an. Die PSU spielte vor allem in den 1960er-Jahren eine wichtige Rolle in den politischen Debatten der französischen Linken. Ihr stand die Gewerkschaft Confédération française démocratique du travail (CFDT) nahe, die 1964 aus der „Dekonfessionalisierung“ der zuvor christlichen Gewerkschaft Confédération française des travailleurs chrétiens (CFTC) hervorging.

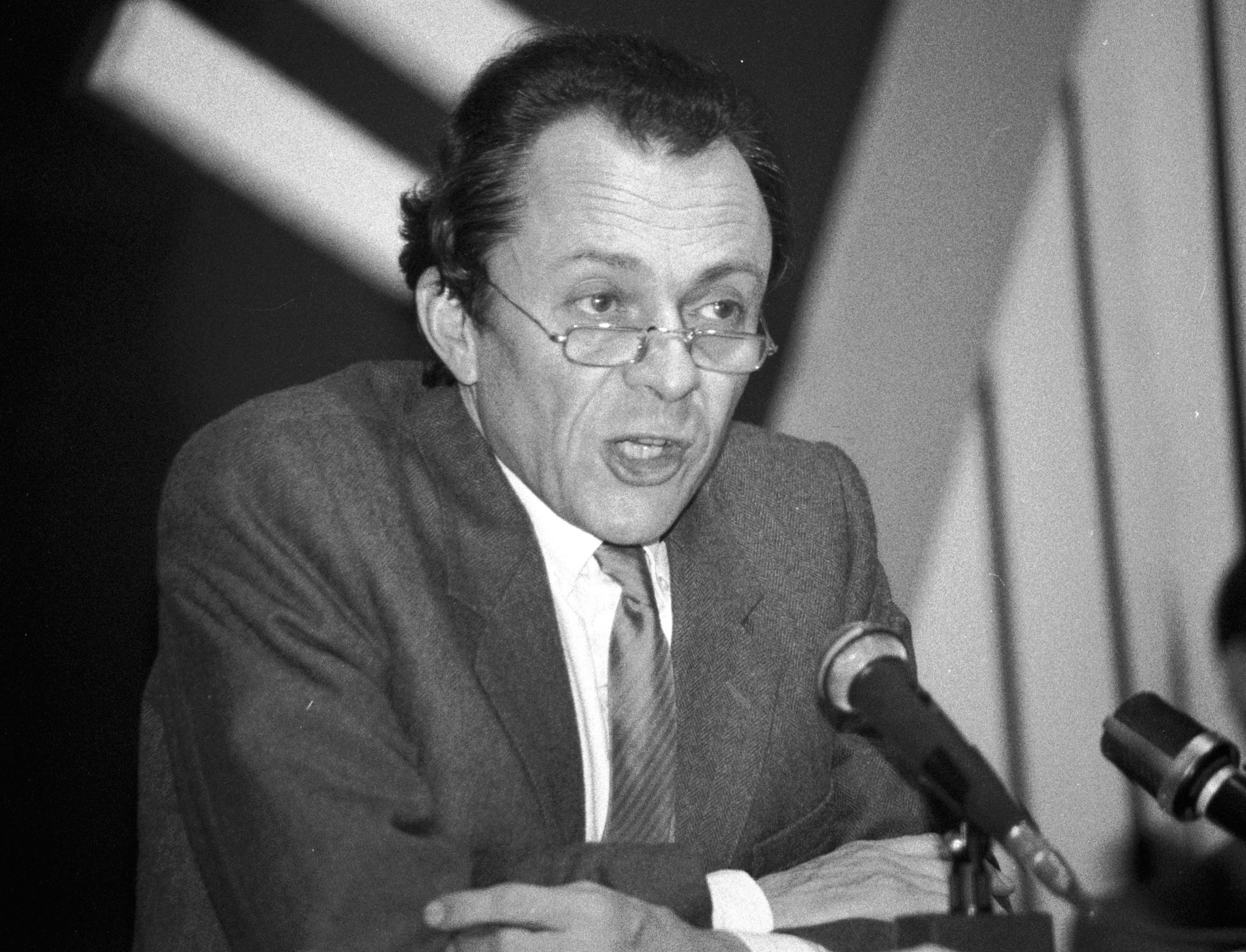
Michel Rocard, Parteivorsitzender 1967–73

Die PSU trat erstmals 1962 zu einer Parlamentswahl an, sie erhielt 2,3 % der Stimmen und zwei Sitze in der Nationalversammlung. Bei der Präsidentschaftswahl 1965 unterstützte die PSU zusammen mit allen anderen Parteien des linken Spektrums die Präsidentschaftskandidatur François Mitterrands. Durch die Wahl 1967 konnte die Partei ihre Parlamentsmandate auf vier steigern. Den Höhepunkt ihrer Popularität erreichte die PSU bei den Parlamentswahlen im Juni 1968 (kurz nach den Studentenunruhen im Mai), als die Partei über 870.000 Stimmen (3,9 %) erhielt. Allerdings verlor sie bei dieser Wahl alle Wahlkreise und damit – aufgrund des Mehrheitswahlrechts – ihre Sitze im Parlament.
Zu den Präsidentschaftswahlen 1969 trat die PSU erstmals mit einem eigenen Kandidaten an, ihrem Vorsitzenden Michel Rocard, und erreichte mit Forderungen nach kollektiver Selbstverwaltung in der ersten Runde 3,61 % der Stimmen, gleichzeitig das höchste Ergebnis, das von der PSU je bei Präsidentschaftswahlen erzielt werden konnte. Ein Beispiel, in dem die Arbeiterselbstverwaltung (autogestion) Realität wurde, war die Uhrenfabrik Lip, in der 1973–74 die Beschäftigten die Führung übernahmen. Bei der Präsidentschaftswahl 1974 unterstützte die PSU eine erneute Kandidatur François Mitterrands. Als im Oktober 1974 Michel Rocard den Antrag stellte, die PSU an die Parti socialiste (PS) anzugliedern, führte dies zu heftigen Kontroversen. Nach verlorener Abstimmung verließen Michel Rocard und mit ihm zahlreiche Mitglieder die PSU und traten der PS bei.

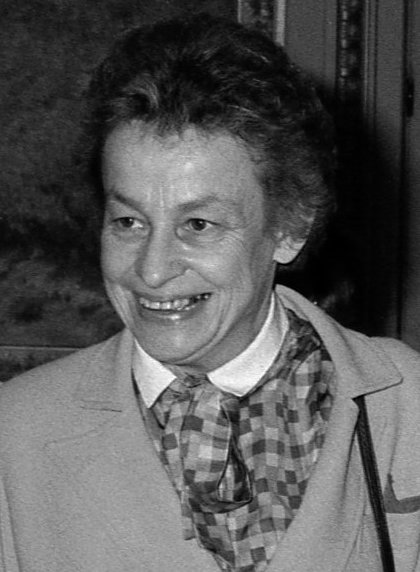
Huguette Bouchardeau, Parteivorsitzende 1979–83

Von 1979 bis 1983 führte Huguette Bouchardeau die Partei. Sie trat auch 1981 als Präsidentschaftskandidatin an und erhielt 1,1 % der Stimmen im ersten Wahlgang. 1988 konnte Pierre Juquin, der zuvor aus der Kommunistischen Partei ausgeschlossen worden war und dessen Präsidentschaftskandidatur unter anderem von der PSU unterstützt wurde, 2,1 % der Stimmen auf sich vereinen. Nach der Selbstauflösung der PSU 1989 ging ein Teil der verbliebenen Mitglieder zur Kleinstpartei Alternative rouge et verte, die 1998 in Les Alternatifs aufging; ein anderer Teil wechselte zu Les Verts.

## Mitglieder
Trotz ihrer geringen Wahlerfolge hatte die PSU eine ganze Reihe prominenter Mitglieder, z. B. die Historiker François Furet, Emmanuel Le Roy Ladurie und Pierre Vidal-Naquet, der Philosoph und Schriftsteller Alain Badiou (Mitglied der PSU Ende der 1960er, später Maoist) sowie der Schriftsteller Jean-Claude Izzo (Mitglied der PSU 1966–68).
Zudem gibt es namhafte Politiker, die in jungen Jahren Mitglieder der PSU waren und später – nachdem sie zu anderen Parteien gewechselt waren – Karriere machten. Dazu gehören u. a.:
- Jack Lang (Mitglied der PSU Ende der 1960er, später für die PS Kultur- und Bildungsminister),
- Arlette Laguiller (Mitglied der PSU 1960–65, später Sprecherin und Präsidentschaftskandidatin von Lutte ouvrière),
- Marylise Lebranchu (Mitglied der PSU 1972–77, später für die PS Justizministerin)
- François Lamy (Mitglied der PSU 1978–85, später Minister und Abgeordneter für die PS)

## Wahlergebnisse bei Parlamentswahlen
- 1962: 2,3 %, 2 Sitze
- 1967:	2,3 %, 4 Sitze
- 1968:	3,9 %, kein Sitz
- 1973:	3,3 %, 1 Sitz

Anmerkung: Durch das Mehrheitswahlsystem sagen die Zahlen der Stimmen und vor allem der Sitze wenig aus über den tatsächlichen Einfluss der Partei.